# 新古典主义音乐
新古典主义音乐是19世紀至20世纪古典音乐的一种流派。在美学上反对浪漫主义音乐和後浪漫主義音樂的标题性和主观性以及夸张渲染的表现手法，强调创作采用中立客观的立场和明晰的音乐语言。在音乐形式上，主要继承巴洛克音乐和古典主义音乐时期的曲式和体裁，并重新使用一部分古乐器（如羽管键琴），但和声常常较为尖锐，并多用复杂的对位法。其具体表现形式十分多样，根据作曲家的所属地域和个人风格而相差甚远。

## 代表人物
- 卡洛斯·查维斯[2]
- 斯特拉文斯基
- 亨德密特
- 弗朗西斯·蒲朗克
- 卡塞拉
- 馬利皮耶羅
- 布梭尼
- 尚·凡賽

### 受影响的其他人物
- 雷格
- 普羅科菲耶夫
- 沃恩-威廉斯
- 拉威爾
- 法雅
- 米堯
- 奥涅格
- 伊貝爾
- 雷史畢基
- 鲁塞爾